# Hemfrid
Hemfrid betecknar det skydd en persons hem och därmed jämförbara områden åtnjuter, jämför privatlivets helgd och rätt till familjeliv. Hemfriden har grundlagsskydd till exempel genom den svenska regeringsformen och Finlands grundlag. Den som obehörigen tar sig in till hemfridsskyddad plats, vägrar gå därifrån eller på annat sätt stör hemfriden kan dömas för hemfridsbrott.
Myndigheternas rätt till olika typer av kontroller är mer begränsade på hemfridsskyddade platser än annanstans och förutsätter i allmänhet åtminstone en skälig misstanke om allvarligt brott eller liknande.
Hemfriden begränsas främst genom rätt för olika myndigheter, såsom polis och räddningsväsende, att bryta mot hemfriden i särskilda fall. Hemfridens omfattning har varierat starkt genom tiderna och varierar också mellan olika länder.

## Enskilda länder

### Finland
Enligt finska strafflagen omfattar hemfriden bostäder, fritidsbostäder och övriga utrymmen som är avsedda för boende, såsom hotellrum, tält, husvagnar och fartyg som kan bebos, trappuppgångar i bostadshus samt gårdar som utgör de boendes privata område och de byggnader som är fast förbundna med sådana gårdar. För hemfridsbrott utdöms böter eller högst ett halvt års fängelse. Är brottet grovt utdöms böter eller fängelse i högst två år. Brottet kan bedömas vara grovt om gärningsmannen använt, uppenbart avsett använda eller hotat med våld, varit försedd med vapen eller skadat eller uppenbart haft för avsikt att skada egendom eller om gärningsmännen varit många. Den hemfrid som skyddas av finska konstitutionen är mer begränsad.

### Sverige
Lagen skärptes från 1 juli 2022.
Enligt svensk lag skyddas gårdsplan, bostad, vare sig det är rum, hus, gård eller fartyg. I Sverige dömes gärningsmannen för hemfridsbrott till fängelse enligt 4 kap 6 § brottsbalken. Är brottet grovt, döms gärningsmannen till fängelse i högst fyra år. Ett brott ska bedömas som grovt om gärningsmannen genom inbrott tränger in i en annans bostadslägenhet eller om det sker nattetid. Detta anses utgöra en sådan kränkning av hemfriden och den personliga integriteten att gärningen förskyller annan påföljd än ringa brott (se artbrott) enligt Högsta domstolens dom 1990-05-31 i mål B 633-89.
Första gången hemfrid nämnts i svensk historia är det i samband med Birger jarl, som sägs ha avlagt ed på att upprättshålla de så kallade edsörelagarna, som föreskrev kyrkofrid men även hemfrid.

### USA
I många delstater i USA ges den som skyddar sitt hem rätt utvidgad rätt att använda våld, utan krav på att man om möjligt skall fly våldsamheter. Dessa bestämmelser går under benämningen castle doctrine (enligt det engelska uttrycket "mitt hem är min borg").